# Scutellaria moniliorhiza
Scutellaria moniliorhiza là một loài thực vật có hoa trong họ Hoa môi. Loài này được Kom. miêu tả khoa học đầu tiên năm 1907.